# Hosenfeld

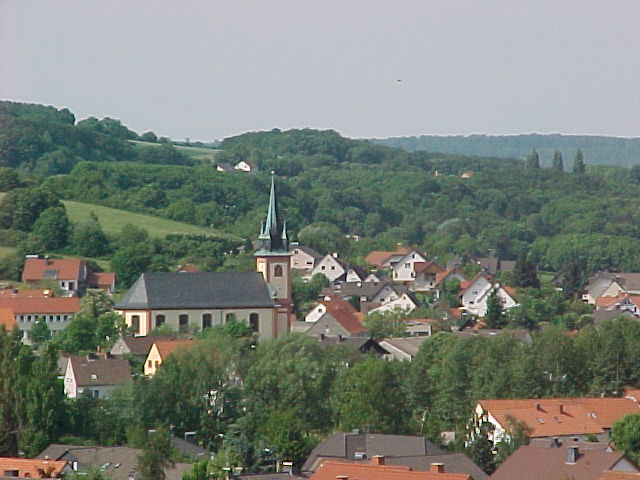
Blick auf Hosenfeld

Hosenfeld ist eine Gemeinde im osthessischen Landkreis Fulda.

## Geographie

### Geographische Lage
Hosenfeld, dessen Zentrum sich auf 374 m ü. NN Höhe befindet, liegt im Westen des Landkreises Fulda an den östlichen Ausläufern des Vogelsberges, etwa 19 Kilometer von der Kreisstadt Fulda entfernt.
Die Gemeinde wird von der Jossa durchflossen, die nur etwas weiter nördlich in Hosenfeld-Hainzell in die Lüder mündet. Über die Lüder fließt sie in die Fulda und gilt somit als Nebenarm der Fulda.

### Ausdehnung
Das Gemeindegebiet umfasst eine Fläche von 50,74 km² und hat eine Flächenausdehnung von 8,8 Kilometer in Nord-Süd-Richtung und von 5 Kilometer in Ost-West-Richtung, wobei die geschlossene Waldlage und das Naturschutzgebiet „Himmelsberg“ nicht mit einbezogen ist.

### Nachbargemeinden
Hosenfeld grenzt im Norden an die Gemeinde Großenlüder, im Osten und Süden an die Gemeinde Neuhof (beide im Landkreis Fulda), im Westen an die Gemeinden Freiensteinau und Grebenhain sowie die Stadt Herbstein (alle drei im Vogelsbergkreis).

### Gliederung

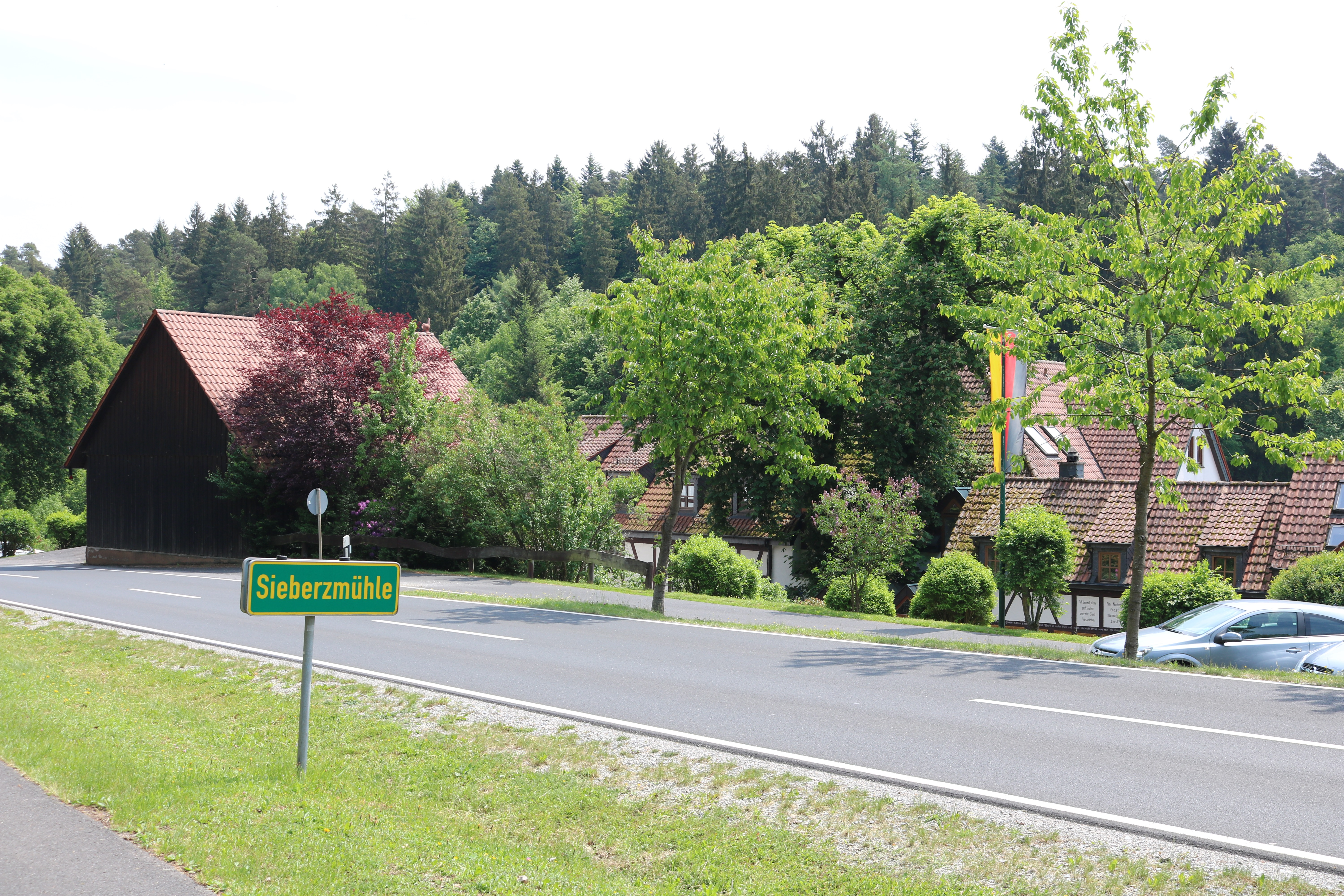
Der Weiler (Gasthof) Sieberzmühle zwischen Giesel und Hosenfeld

Zur Gemeinde gehören neben dem Kernort Hosenfeld mit dem Weiler Sieberzmühle, die Ortsteile Blankenau, Brandlos, Hainzell, Jossa, Pfaffenrod, Poppenrod und Schletzenhausen mit Gersrod.
Die ältesten erhaltenen urkundlichen Erwähnungen der einzelnen Ortsteile der Gemeinde sind wie folgt belegbar:
Blankenau 1265, Brandlos 1030, Hainzell 1279, Hosenfeld 1284, Jossa 1375, Pfaffenrod 1582, Poppenrod 1273, Schletzenhausen 1270.

## Geschichte

### Ortsgeschichte
Die zufällige Öffnung eines Hügelgrabes westlich von Hosenfeld im Jahre 1934 erbrachte der Bronzezeit zugehörige Funde.
Die älteste bekannte schriftliche Erwähnung von Hosenfeld erfolgte unter dem Namen Hosenfelt im Jahr 1284.
Das gesamte Gebiet der Gemeinde Hosenfeld gehörte als Gericht Hosenfeld zum Oberamt Herbstein des Hochstifts Fulda.
Im Jahr 1928 erfolgt die Eingemeindung von Teilen des aufgelösten Gutsbezirks Forst Giesel (Fulda Süd).
Im Zuge der Gebietsreform in Hessen wurden die bis dahin selbständigen Gemeinden Blankenau, Brandlos, Hainzell, Jossa, Pfaffenrod, Poppenrod und Schletzenhausen (mit Gersrod) zum am 31. Dezember 1971 auf freiwilliger Basis in die Gemeinde Hosenfeld eingemeindet.
Für alle nach Hosenfeld eingegliederten Gemeinden und die Kerngemeinde wurde je ein Ortsbezirk  gebildet.

### Verwaltungsgeschichte im Überblick
Die folgende Liste zeigt die Staaten und Verwaltungseinheiten, denen Hosenfelt angehört(e):
- vor 1803: Heiliges Römisches Reich, Hochstift Fulda, Propsteiamt Blankenau
- 1803–1806: Heiliges Römisches Reich, Fürstentum Nassau-Oranien-Fulda,[Anm. 2] Fürstentum Fulda, Amt Blankenau
- 1806–1810: Kaiserreich Frankreich,[Anm. 3] Fürstentum Fulda (Militärverwaltung)
- 1810–1813: Großherzogtum Frankfurt, Departement Fulda, Distrikt Großenlüder
- ab 1816: Kurfürstentum Hessen,[Anm. 4] Großherzogtum Fulda, Amt Großenlüder[7]
- ab 1821/22: Kurfürstentum Hessen, Provinz Fulda, Kreis Fulda[8][Anm. 5]
- ab 1848: Kurfürstentum Hessen, Bezirk Fulda
- ab 1851: Kurfürstentum Hessen, Provinz Fulda, Kreis Fulda
- ab 1867: Königreich Preußen,[Anm. 6] Provinz Hessen-Nassau, Regierungsbezirk Kassel, Kreis Fulda
- ab 1871: Deutsches Reich,[Anm. 7] Königreich Preußen, Provinz Hessen-Nassau, Regierungsbezirk Kassel, Kreis Fulda
- ab 1918: Deutsches Reich, Freistaat Preußen,[Anm. 8] Provinz Hessen-Nassau, Regierungsbezirk Kassel, Kreis Fulda
- ab 1944: Deutsches Reich, Freistaat Preußen, Provinz Kurhessen, Landkreis Fulda
- ab 1945: Deutsches Reich, Amerikanische Besatzungszone,[Anm. 9] Groß-Hessen, Regierungsbezirk Kassel, Landkreis Fulda
- ab 1946: Deutsches Reich, Amerikanische Besatzungszone, Hessen, Regierungsbezirk Kassel, Landkreis Fulda
- ab 1949: Bundesrepublik Deutschland, Hessen, Regierungsbezirk Kassel, Landkreis Fulda

## Bevölkerung

### Einwohnerstruktur 2011/2022
Nach den Erhebungen des Zensus 2011/Zensus 2022 lebten am Stichtag, dem 9. Mai 2011 / 15. Mai 2022, in Hosenfeld 4726/4477 Einwohner. Nach dem Lebensalter waren 876/718 Einwohner unter 18 Jahren, 1989 /1536 zwischen 18 und 49, 904/1178 zwischen 50 und 64 und 955/1043 Einwohner waren älter./ Unter den Einwohnern waren 61/214 (1,3 %)/(4,8 %) Ausländer, von denen 23/77 aus dem EU-Ausland, 22/26 aus anderen europäischen Ländern und 14 /112 aus anderen Staaten kamen./ Die Einwohner lebten in 1919/1272 Haushalten. Davon waren 479/? Singlehaushalte, 530/568 Paare ohne Kinder und 729/568 Paare mit Kindern, sowie 148/141 Alleinerziehende und 34/? Wohngemeinschaften./ In 435/843 Haushalten lebten ausschließlich Senioren und in 1275/843 Haushaltungen lebten keine Senioren./

### Einwohnerentwicklung
Die Einwohnerzahlen seit dem Jahr 1939 geben eine Übersicht über die Bevölkerungsentwicklung der Gemeinde Hosenfeld. Die Bevölkerungsentwicklung beschreibt die Entwicklung der Zahl der Menschen (Einwohner) auf einer bestimmten Fläche der einzelnen Orte. Sie ergibt sich zum einen aus der Differenz zwischen Geburtenrate und Sterberate (natürliche Bevölkerungsentwicklung). Hinzu kommt der Migrationssaldo. Dieser ergibt sich aus der Differenz zwischen Zu- und Abwanderungen über die Gebietsgrenze hinweg. Je nach dem Vorzeichen des Gesamtsaldos spricht man von Bevölkerungswachstum oder Bevölkerungsrückgang. Die Bevölkerungsentwicklung ist eines der zentralen Untersuchungsgebiete der Demografie.
Stand zum 31. Dezember des Jahres, 1961 am 6. Juni und 1970 am 27. Mai (Volkszählungsergebnisse).
| Ortsteil / Einwohner        | 2020 | 2016 | 2007 | 2001 | 1995 | 1979 | 1970 | 1961 | 1950 | 1939 |
| --------------------------- | ---- | ---- | ---- | ---- | ---- | ---- | ---- | ---- | ---- | ---- |
| Hosenfeld (Kernort)         | 1471 | 1587 | 1557 | 1557 | 1435 | 1179 | 1100 | 1055 | 1011 | 985  |
| Blankenau                   | 635  | 791  | 789  | 752  | 693  | 610  | 572  | 525  | 585  | 474  |
| Brandlos                    | 135  | 152  | 152  | 150  | 136  | 137  | 145  | 119  | 135  | 126  |
| Hainzell                    | 1139 | 1227 | 1270 | 1185 | 1153 | 1005 | 955  | 802  | 932  | 716  |
| Jossa (Hosenfeld)           | 455  | 445  | 445  | 472  | 504  | 502  | 501  | 445  | 449  | 374  |
| Pfaffenrod                  | 116  | 126  | 126  | 134  | 142  | 118  | 119  | 117  | 156  | 126  |
| Poppenrod                   | 209  | 220  | 220  | 197  | 174  | 161  | 143  | 112  | 112  | 76   |
| Schletzenhausen mit Gersrod | 334  | 367  | 397  | 414  | 389  | 408  | 412  | 380  | 440  | 372  |
| Gemeinde insgesamt          | 4624 | 4930 | 5015 | 4836 | 4626 | 4120 | 3947 | 3555 | 3844 | 3275 |

Die am 31. Dezember 2007 gemeldeten 5015 Personen unterteilen sich in 2538 männliche und 2477 weibliche Einwohner. Die Bevölkerung wuchs von 1939 bis 2007 um 1740 Personen, was einer Zunahme von 48 % entspricht.
(¹ Haupt- und Nebenwohnsitze nach Angaben der Gemeinde)
| Großgemeinde Hosenfeld: Einwohnerzahlen von 1812 bis 2020 | Großgemeinde Hosenfeld: Einwohnerzahlen von 1812 bis 2020 | Großgemeinde Hosenfeld: Einwohnerzahlen von 1812 bis 2020 | Großgemeinde Hosenfeld: Einwohnerzahlen von 1812 bis 2020 | Großgemeinde Hosenfeld: Einwohnerzahlen von 1812 bis 2020 |
| --- | --------------------------------------------------------- | --------------------------------------------------------- | --------------------------------------------------------- | --------------------------------------------------------- |
| Jahr |                                                           |                                                           |                                                           | Einwohner                                                 |
| 1812 | 1812                                                      |                                                           | 786                                                       | 786                                                       |
| 1834 | 1834                                                      |                                                           | 850                                                       | 850                                                       |
| 1840 | 1840                                                      |                                                           | 792                                                       | 792                                                       |
| 1846 | 1846                                                      |                                                           | 863                                                       | 863                                                       |
| 1852 | 1852                                                      |                                                           | 789                                                       | 789                                                       |
| 1858 | 1858                                                      |                                                           | 762                                                       | 762                                                       |
| 1864 | 1864                                                      |                                                           | 828                                                       | 828                                                       |
| 1871 | 1871                                                      |                                                           | 747                                                       | 747                                                       |
| 1875 | 1875                                                      |                                                           | 750                                                       | 750                                                       |
| 1885 | 1885                                                      |                                                           | 775                                                       | 775                                                       |
| 1895 | 1895                                                      |                                                           | 728                                                       | 728                                                       |
| 1905 | 1905                                                      |                                                           | 680                                                       | 680                                                       |
| 1910 | 1910                                                      |                                                           | 669                                                       | 669                                                       |
| 1925 | 1925                                                      |                                                           | 679                                                       | 679                                                       |
| 1939 | 1939                                                      |                                                           | 1.011                                                     | 1.011                                                     |
| 1946 | 1946                                                      |                                                           | 1.026                                                     | 1.026                                                     |
| 1950 | 1950                                                      |                                                           | 985                                                       | 985                                                       |
| 1956 | 1956                                                      |                                                           | 943                                                       | 943                                                       |
| 1961 | 1961                                                      |                                                           | 1.055                                                     | 1.055                                                     |
| 1967 | 1967                                                      |                                                           | 1.064                                                     | 1.064                                                     |
| 1970 | 1970                                                      |                                                           | 1.100                                                     | 1.100                                                     |
| 1973 | 1973                                                      |                                                           | 3.929                                                     | 3.929                                                     |
| 1975 | 1975                                                      |                                                           | 3.916                                                     | 3.916                                                     |
| 1980 | 1980                                                      |                                                           | 3.931                                                     | 3.931                                                     |
| 1985 | 1985                                                      |                                                           | 3.968                                                     | 3.968                                                     |
| 1990 | 1990                                                      |                                                           | 4.157                                                     | 4.157                                                     |
| 1995 | 1995                                                      |                                                           | 4.488                                                     | 4.488                                                     |
| 2000 | 2000                                                      |                                                           | 4.672                                                     | 4.672                                                     |
| 2005 | 2005                                                      |                                                           | 4.720                                                     | 4.720                                                     |
| 2010 | 2010                                                      |                                                           | 4.606                                                     | 4.606                                                     |
| 2011 | 2011                                                      |                                                           | 4.726                                                     | 4.726                                                     |
| 2015 | 2015                                                      |                                                           | 4.629                                                     | 4.629                                                     |
| 2020 | 2020                                                      |                                                           | 4.584                                                     | 4.584                                                     |
| Datenquelle: Historisches Gemeindeverzeichnis für Hessen: Die Bevölkerung der Gemeinden 1834 bis 1967. Wiesbaden: Hessisches Statistisches Landesamt, 1968. Weitere Quellen: Hessisches Statistisches Informationssystem; Zensus 2011 Nach 1970 mit eingegliederten Gemeinden. Ab 1973 nur HW. |                                                           |                                                           |                                                           |                                                           |

### Konfessionsstatistik
| • 1987: | 181 evangelische (= 4,5 %), 3766 katholische (= 93,8 %), 66 sonstige (= 1,7 %) Einwohner    |
| • 2011: | 493 evangelische (= 10,4 %), 3808 katholische (= 80,6 %), 425 sonstige (= 9,0 %) Einwohner  |
| • 2022: | 499 evangelische (= 11,1 %), 3090 katholische (= 69,0 %), 891 sonstige (= 19,9 %) Einwohner |

## Religion

### Katholisch
Das Gebiet der Gemeinde Hosenfeld gehörte in vergangenen Jahrhunderten herrschaftlich zum Kloster Fulda bzw. Hochstift Fulda und ist somit von Grund auf in der katholischen Tradition beheimatet. Der Landkreis Fulda umfasst in seinen heutigen Grenzen im Wesentlichen das Kerngebiet des ehemaligen Hochstiftes Fulda und ist daher bis auf einzelne kleinere Regionen überwiegend römisch-katholisch geprägt. Demgegenüber war der frühere Landkreis Lauterbach, der im Jahre 1972 in den Vogelsbergkreis eingegliedert wurde, durch die Reformation überwiegend evangelisch (protestantisch) geprägt. Mit der Gründung des Bistums Fulda im Jahre 1752 wurde Hosenfeld diesem zugeordnet und eingegliedert. Somit liegt Hosenfeld seit der Reformation heute noch an der seit Jahrhunderten bestehenden „Konfessionsgrenze“, der früheren Grenze zwischen dem Katholizismus und dem Protestantismus mit überwiegend von evangelischen und katholischen Christen bewohnten Gebieten.
Nach der Gliederung der Kath. Kirche sind die kath. Pfarreien der Gemeinde Hosenfeld dem Dekanat Neuhof-Großenlüder des Bistums Fulda zugeordnet.

#### Pfarreien in der Gemeinde
Die Gemeinde Hosenfeld ist in drei katholische Pfarreien gegliedert. Es sind dies:
| Pfarrei                                               | Ortsteil(e) | Dekanat                    | Pastoralverbund  |
| ----------------------------------------------------- | --- | -------------------------- | ---------------- |

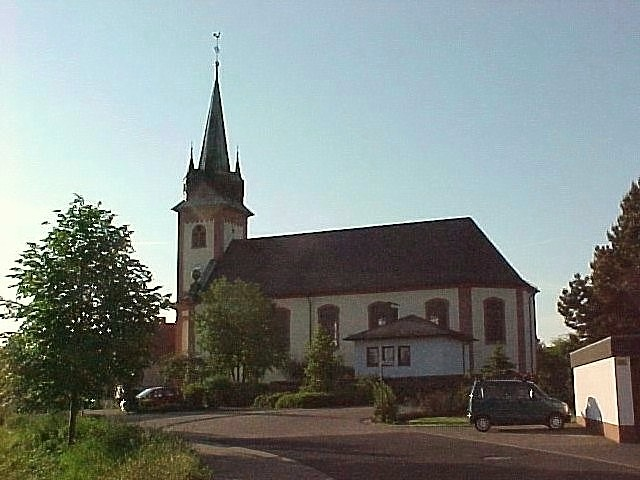
Die Katholische Pfarrkirche St. Peter und Paul, Hosenfeld, erbaut 1779

| St. Peter und Paul                                    | Hosenfeld, Schletzenhausen mit Gersrod, Jossa, Poppenrod und Pfaffenrod. Ab dem 1. Advent 2017 wurde Brandlos von der Pfarrei Hauswurz in die Pfarrei Hosenfeld umgepfarrt. | Dekanat Neuhof-Großenlüder | Kleinheiligkreuz |
| St. Simplicius, St. Faustinus und St. Beatrix von Rom | Hainzell | Dekanat Neuhof-Großenlüder | Kleinheiligkreuz |
| St. Simon und St. Judas                               | Blankenau – Kath. Kirche Blankenau | Dekanat Neuhof-Großenlüder | Kleinheiligkreuz |

In Hosenfeld, Hainzell und Blankenau stehen die Pfarrkirchen. Jossa hat eine Filialkirche, die St. Rochus geweiht ist. In der Gemarkung Jossa befindet sich bei der Schlingenmühle eine Wallfahrtskirche, die sogenannte „Schlingenkapelle“. Sie ist der Gottesmutter Maria geweiht. Schletzenhausen hat eine Filialkirche, die St. Nikolaus geweiht ist. Poppenrod, Pfaffenrod und Brandlos haben keine Kirchen. Das gemeinsame Pfarramt für alle drei Kirchengemeinden der Gemeinde Hosenfeld befindet sich in 36154 Hosenfeld-Blankenau, Propsteiplatz 4 (ehem. Propstei). Der Ortsteil Brandlos zählte bis zur Umpfarrung zum 1. Advent 2017 nicht zu den in Hosenfeld bestehenden Pfarreien. Es war der Pfarrei St. Bartholomäus in Neuhof-Hauswurz zugeordnet. Die Pfarrkirche St. Bartholomäus und das zuständige Pfarramt befanden sich in 36119 Neuhof-Hauswurz, Brandloser Straße 4.

#### Alten- und Pflegeheim St. Elisabeth
In der Pfarrgemeinde Hosenfeld befindet sich das Alten- und Pflegeheim St. Elisabeth, eine Einrichtung der Barmherzigen Schwestern vom Heiligen Vinzenz von Paul –KdöR– in Fulda. Auf zwei Etagen können 60 Bewohner in vier Wohngruppen ihren Lebensabend verbringen. Die baulichen Gegebenheiten von St. Elisabeth nehmen auf die Bedürfnisse der Bewohner Rücksicht.
An der Stelle des ehemaligen Blankenauer Altenheimes im alten denkmalgeschützten Hospital wurde im Dezember 2012 das neue Alten- und Pflegeheim in Betrieb genommen. Es bietet 60 vollstationäre Heimplätze sowie Kurzzeitpflege an. Im Jahr 2019 begann in direkter Nachbarschaft des stationären Altenpflegeheims St. Elisabeth in Hosenfeld mit dem ersten Spatenstich der Bau eines neuen Gebäudekomplexes für betreutes Wohnen und Tagespflege.

#### Neuzeit und Gegenwart der Pfarreien
Das Bistum Fulda, zu dem Hosenfeld gehört, wurde 2002 unter dem Bischof von Fulda, Heinz Josef Algermissen, in einem „Pastoralen Prozess“ neu gegliedert. Ein Punkt dabei ist der Zusammenschluss selbstständiger Gemeinden zu Pastoralverbünden, d. h. zu größeren Seelsorgeeinheiten, die aus mehreren Pfarreien bestehen. In diesem Zusammenhang wurden die Pfarreien im Laufe des Jahres 2006 zu 48 Pastoralverbünden zusammengelegt, wobei die Pfarreien ihre Selbstständigkeit behalten haben. Auch die Struktur der Dekanate wurde zum Teil durch Zusammenlegungen verändert. Seit dem 1. April 2007 gibt es bistumsweit insgesamt nur noch zehn Dekanate.

#### Pfarrverbund/Pastoralverbund
Das Bistum Fulda hat mit Wirkung ab 3. Dezember 2011 den Pastoralverbund „Kleinheiligkreuz“ errichtet und dem Dekanat Neuhof-Großenlüder zugeordnet. Dem Pfarrverbund gehören die acht Katholischen Pfarreien im Westen des Landkreises Fulda an die damit an den Vogelsbergkreis und somit an das Bistum Mainz angrenzen.
Es sind dies:
- St. Vitus in Bad Salzschlirf
- St. Laurentius in Bimbach mit der Schnepfenkapelle und den Filialgemeinden St. Jakobus der Ältere, Malkes sowie St. Elisabeth und St. Vitus, Lütterz
- St. Simon und Judas in Blankenau
- St. Georg in Großenlüder mit der Langenbergkapelle und den Filialgemeinden St. Valentin, Eichenau (Großenlüder) und St. Sebastian, Uffhausen
- St. Simplicius und Faustinus in Hainzell
- St. Peter und Paul in Hosenfeld mit der Schlingenkapelle und den Filialgemeinden St. Rochus, Jossa und St. Nikolaus, Schletzenhausen
- St. Johannes der Täufer in Kleinlüder
- St. Antonius der Einsiedler in Müs

Zum Pfarrverbund gehört auch die Wallfahrtskirche Kleinheiligkreuz dessen Name der Pfarrverbund trägt. Die Verwaltung der Wallfahrtskirche obliegt dem Pfarramt St. Johannes der Täufer in Kleinlüder.

### Evangelisch
Die Evangelische Kirche im Raum Fulda, so auch in Hosenfeld, befindet sich in der Diaspora. Hosenfeld hatte in seiner Geschichte keine eigene evangelische Kirchengemeinde. Das trifft für das gesamte Gemeindegebiet zu. Nach den geschichtlichen Erkenntnissen wurde der katholische Glaube durch die im Kloster Fulda und dem späteren Hochstift wirkenden Äbte und späteren Fürstbischöfe auch in Hosenfeld immer wieder verteidigt und gefestigt. Eine besondere Rolle scheint der Fürstabt Balthasar von Dernbach dabei gespielt zu haben. Der evangelische Glaube hatte im Verlauf der Geschichte, wie auch heute, nur eine geringe Bedeutung.
Kirchengemeinden
Heute sind die in der Gemeinde lebenden evangelischen Christen zwei Kirchengemeinden zugeordnet.
| Kirchengemeinde             | Ortsteil(e)                                                                                   | Kirchenkreis | Landeskirche                              |
| --------------------------- | --------------------------------------------------------------------------------------------- | ------------ | ----------------------------------------- |
| Kreuzkirche Fulda           | der Kernort Hosenfeld, Brandlos, Pfaffenrod, Poppenrod, Jossa und Schletzenhausen mit Gersrod | Fulda        | Evangelische Kirche von Kurhessen-Waldeck |
| Bad Salzschlirf-Großenlüder | Hainzell und Blankenau                                                                        | Fulda        | Evangelische Kirche von Kurhessen-Waldeck |

Gemeinde der Kreuzkirche:
Der Evangelischen Kirchengemeinde der Kreuzkirche in Fulda sind die Orte Brandlos, Pfaffenrod, Poppenrod, Jossa, der Kernort Hosenfeld und Schletzenhausen mit Gersrod zugeordnet.
Der Treffpunkt der Gemeinde ist die Ev. Kreuzkirche Fulda-Neuenberg, Haderwaldstr. 89 a, 36041 Fulda, wo sich auch Pfarramt und Gemeinderäume befinden. Für die evangelischen Christen der Kreuzkirche im Gebiet der Gemeinde Hosenfeld finden auch ev. Gottesdienste in der kath. Pfarrkirche St. Peter und Paul in Hosenfeld statt.
Evangelischer Gesamtverband Bad Salzschlirf und Großenlüder:
Der Evangelischen Kirche – Gesamtverband – Bad Salzschlirf und Großenlüder sind die Orte Hainzell und Blankenau zugeordnet. Treffpunkt der Gemeinde ist die Ev. Kirche im Kurpark, Söderweg 1, 36364 Bad Salzschlirf, wo sich Gemeinderäume und Pfarramt befinden.

## Politik

### Gemeindevertretung
Die Kommunalwahl am 14. März 2021 lieferte folgendes Ergebnis, in Vergleich gesetzt zu früheren Kommunalwahlen:
| Sitzverteilung in der Gemeindevertretung 2021Insgesamt 23 Sitze - CDU: 12 - FW: 11 | Parteien und Wählergemeinschaften | Parteien und Wählergemeinschaften           | % 2021 | Sitze 2021 | % 2016 | Sitze 2016 | % 2011 | Sitze 2011 | % 2006 | Sitze 2006 | % 2001 | Sitze 2001 |
| Sitzverteilung in der Gemeindevertretung 2021Insgesamt 23 Sitze - CDU: 12 - FW: 11 | CDU                               | Christlich Demokratische Union Deutschlands | 50,1   | 12         | 54,8   | 13         | 57,5   | 13         | 45,4   | 10         | 42,6   | 10         |
| Sitzverteilung in der Gemeindevertretung 2021Insgesamt 23 Sitze - CDU: 12 - FW: 11 | FWG                               | Freie Wählergemeinschaft Hosenfeld          | 49,9   | 11         | 45,2   | 10         | 38,6   | 9          | 50,6   | 12         | 50,5   | 12         |
| Sitzverteilung in der Gemeindevertretung 2021Insgesamt 23 Sitze - CDU: 12 - FW: 11 | SPD                               | Sozialdemokratische Partei Deutschlands     | —      | —          | —      | —          | 3,8    | 1          | 3,9    | 1          | 7,0    | 1          |
| Sitzverteilung in der Gemeindevertretung 2021Insgesamt 23 Sitze - CDU: 12 - FW: 11 | Gesamt                            | Gesamt                                      | 100,0  | 23         | 100,0  | 23         | 100,0  | 23         | 100,0  | 23         | 100,0  | 23         |
| Sitzverteilung in der Gemeindevertretung 2021Insgesamt 23 Sitze - CDU: 12 - FW: 11 | Wahlbeteiligung in %              | Wahlbeteiligung in %                        | 62,5   | 62,5       | 63,8   | 63,8       | 59,0   | 59,0       | 57,0   | 57,0       | 66,0   | 66,0       |

### Bürgermeister
Nach der hessischen Kommunalverfassung wird der Bürgermeister für eine sechsjährige Amtszeit gewählt, seit dem Jahr 1993 in einer Direktwahl, und ist Vorsitzender des Gemeindevorstands, dem in der Gemeinde Hosenfeld neben dem Bürgermeister ehrenamtlich ein Erster Beigeordneter und sieben weitere Beigeordnete angehören. Bürgermeister ist seit dem 1. November 2013 Peter Malolepszy (CDU), der bis dahin als Erster Beigeordneter dem Gemeindevorstand angehörte. Der Amtsvorgänger Bruno Block wurde in seiner dritten Amtszeit infolge einer plötzlichen Erkrankung am 1. Juli 2013 wegen Dienstunfähigkeit in den Ruhestand versetzt. Peter Malolepszy übernahm als Erster Beigeordneter die kommissarische Leitung der Gemeindeverwaltung und die Wahl eines neuen Bürgermeisters musste vorgezogen werden, zu der er selbst auch kandidierte. Peter Malolepszy erhielt am 25. März 2007 im ersten Wahlgang bei 68,1 Prozent Wahlbeteiligung 58,9 Prozent der Stimmen. Es folgte eine Wiederwahl ohne Gegenkandidaten im Mai 2019.
Amtszeiten der Bürgermeister
- 2013–2025 Peter Malolepszy (CDU)[25]
- 1997–2013 Bruno Block (1949–2021; Amtsantritt 1. Januar 1997, wegen Dienstunfähigkeit am 1. Juli 2013 in den vorzeitigen Ruhestand getreten; Peter Malolepszy übernahm als Erster Beigeordneter die kommissarische Leitung der Gemeindeverwaltung.)[26]
- 1973–1996 Eckhardt Müller (CDU) (1938–2022)[29]

| Jahr | Wahlbeteili- gung in % | Kandidaten       | Partei | Stimmen in % |
| ---- | ---------------------- | ---------------- | ------ | ------------ |
| 2019 | 65,3                   | Peter Malolepszy | CDU    | 86,3         |
| 2013 | 77,1                   | Peter Malolepszy | CDU    | 83,4         |
| 2013 | 77,1                   | Ulrich Gunka     |        | 16,6         |
| 2008 | 54,0                   | Bruno Block      |        | 73,2         |
| 2002 | 86,4                   | Bruno Block      |        | 91,0         |
| 1996 | 81,2                   | Bruno Block      |        | 64,4         |
| 1996 | 81,2                   | Bernd Möller     | CDU    | 35,6         |

Ortsvorsteherin des Ortsbezirks Hosenfeld ist Christine Schad (Stand August 2021).

### Ortsbeiräte
Gemeinde Neuhof
Für alle Ortsteile und die Kerngemeinde Hosenfeld besteht je ein Ortsbezirk mit Ortsbeirat und Ortsvorsteher, nach Maßgabe der §§ 81 und 82 HGO und des Kommunalwahlgesetzes in der jeweils gültigen Fassung. Die Ortsbezirke entsprechen den Gebieten der ehemaligen Gemeinden.
Die Ortsbeiräte bestehen aus fünf oder sieben Mitgliedern. Die Ortsbeiräte werden im Rahmen der Kommunalwahlen gewählt. Der Ortsbeirat wählt eines seiner Mitglieder zum Ortsvorsteher bzw. zur Ortsvorsteherin. Für die Wahlergebnisse siehe die entsprechenden Ortsteile.
Ortsbezirk Hosenfeld (Kerngemeinde)
Der Ortsbeirat besteht aus sieben Mitgliedern. Bei den Kommunalwahlen in Hessen 2021 betrug die Wahlbeteiligung zum Ortsbeirat 59,64 %. Alle Kandidaten gehörten der Bürgerliste Hosenfeld an.
Der Ortsbeirat wählte Christine Schad zur Ortsvorsteherin.

### Partnergemeinden
- Santa Anita (Provinz Entre Ríos), Argentinien. Die Partnerschaft wurde im Mai 2017 unterzeichnet.

## Kultur und Sehenswürdigkeiten

### Bauwerke
- Propstei und Kloster Blankenau mit Heimatmuseum.

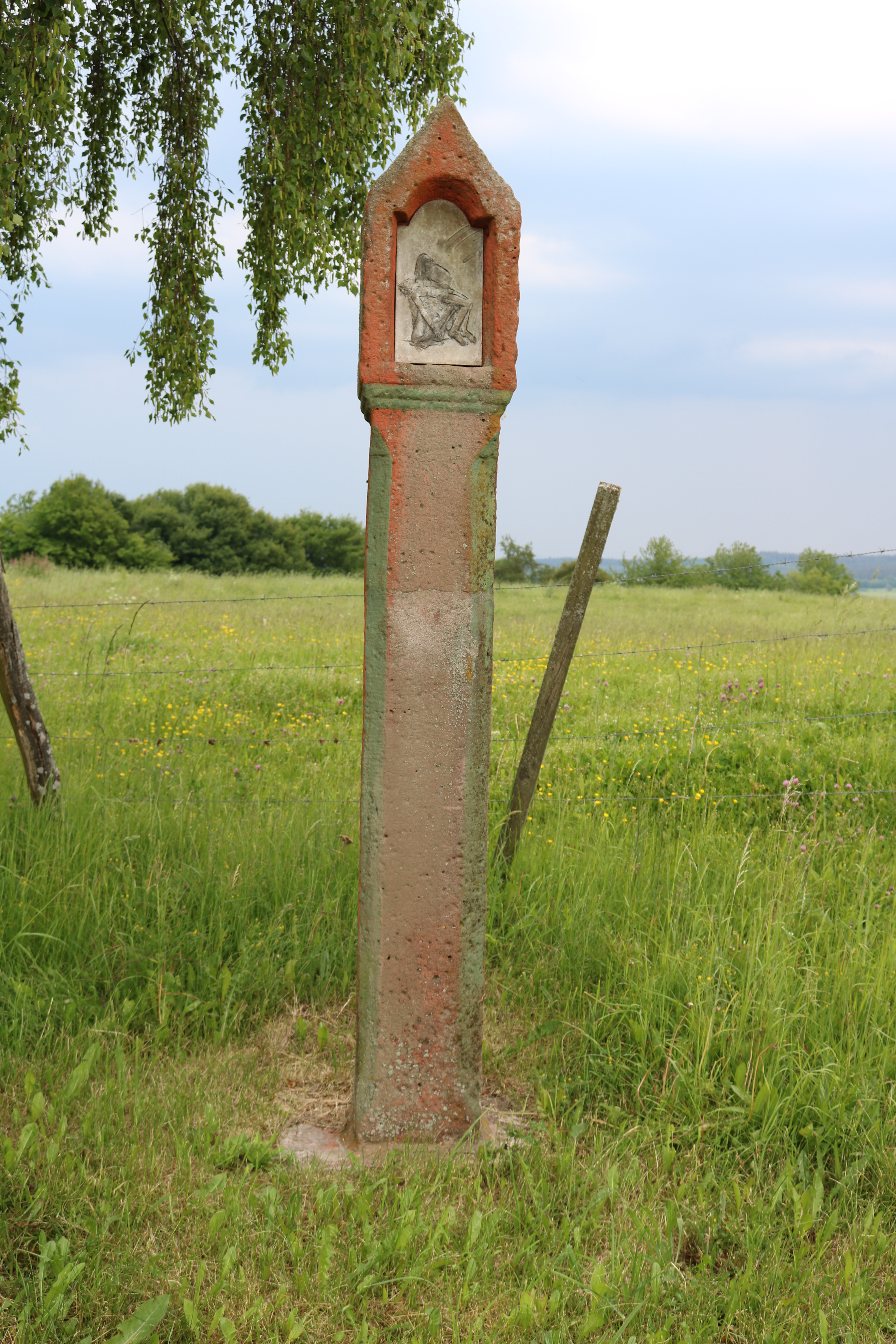
Der Hosenfelder Steinheiligenstock am Grabberg dürfte vor mehr als 500 Jahren errichtet worden sein.

- Steynheyligenstock westlich von Hosenfeld auf dem Grabberg steht ein 2,31 Meter hoher gestalteter Monolith Bildstock. Das religiöse Denkmal hat den reformatorischen „Bildersturm“ überlebt und gehört zu den beiden ältesten Bildstöcken des Fuldaer Landes.
- Stegmühle in Hainzell, eine 500 Jahre alte, heute noch in Betrieb befindliche Getreidemühle am Ortseingang von Hainzell an der Lüder (Schwarza).
- Schlingenkapelle bei Jossa.

### Naturräume

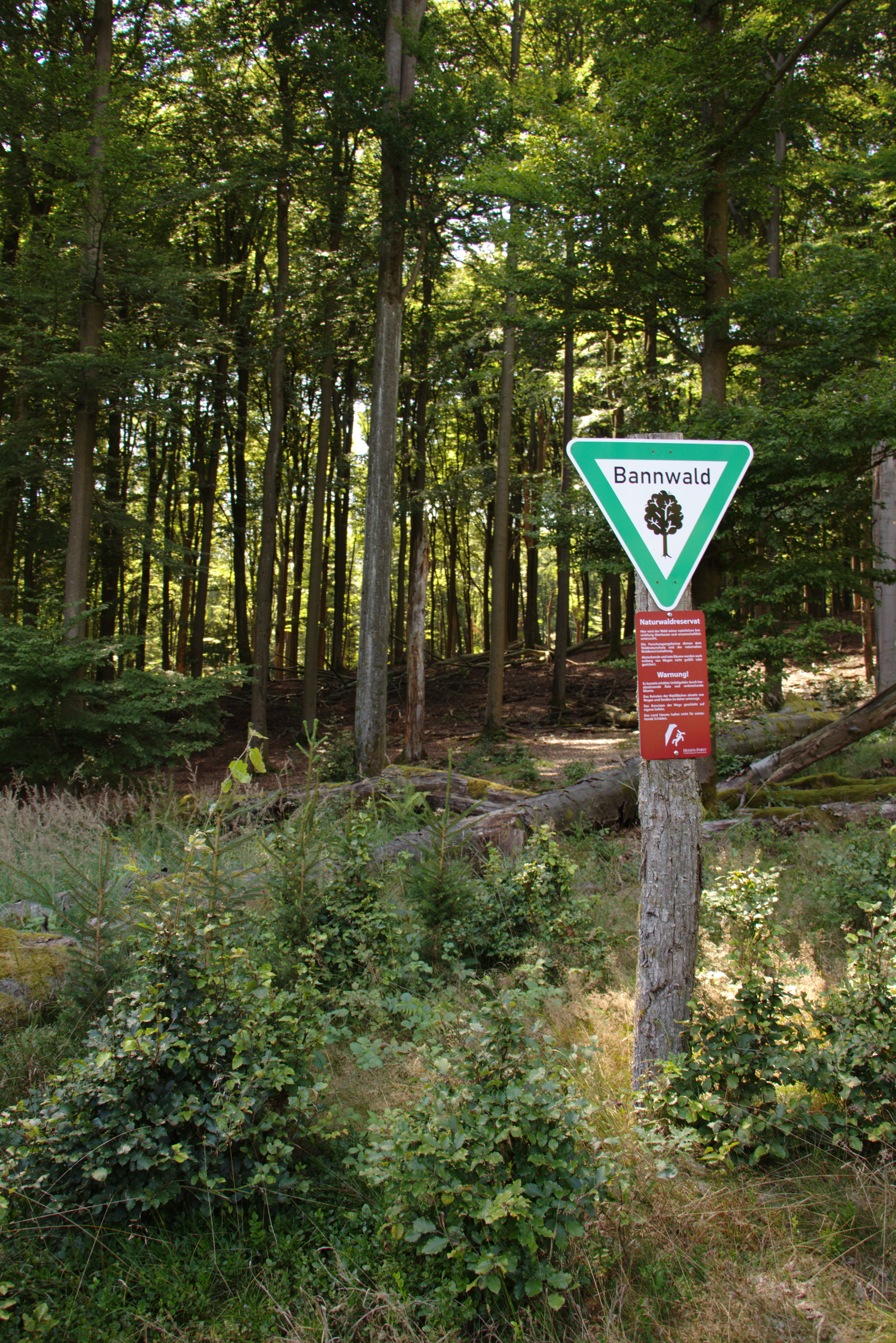
Bannwald Schönbuche

Hosenfeld liegt im Vogelsberg am westlichen Rand des größten zusammenhängenden Waldgebietes in Hessens dem Gieseler Forst des nordöstlichen Unteren Vogelsberges westlich der Fuldaer Senke. Der nordwestlich der Ortslage gelegene rund 490 m hohe Himmelsberg ist ein Berg mit einem ausgewiesenen Naturschutzgebiet.
Im „Siebenbrunnental“ in der Gemarkung Hosenfeld entspringt die Kalte Lüder ein rechter Zufluss der Lüder. Sie hat ein Einzugsgebiet von 23,952 km² im Randbereich des westlichen Gieseler Forst und mündet südlich von Kleinlüder in die Lüder. Zuvor hat sie die Wohnplätze/Weiler Sieberzmühle, Zwickmühle und Hessenmühle mit dem Schlagberg passiert.
Das Naturwaldreservat „Bannwald Schönbuche“ mit seiner Hauptbaumart Buche und einer Reservatsfläche von 27,6 ha liegt im Südwesten des Gieseler Forstes, eines über 7000 Hektar großen, zusammenhängenden Waldgebietes an den Gemarkungsgrenzen Neuhof und Hosenfeld unweit der „Alten Straße“ Antsanvia beim sogenannten „Kirchbäumchen“.

### Vereine
Im Gebiet der Gemeinde Hosenfeld sind 52 Vereine, Verbände und Organisationen tätig, unter anderem:
Sportvereine
Hosenfeld, Hainzell und Blankenau.
Musikvereine
Hosenfeld und Blankenau.
Gesangvereine
Hosenfeld, Hainzell, Blankenau und Jossa.

## Wirtschaft und Infrastruktur

### Bildung
Schulen
Hosenfeld verfügt über drei Grundschulen. Es sind dies die Grundschule „Vogelsbergschule“ in Hosenfeld. Im Gemeindeteil Hainzell befindet sich die „Grundschule Schwarzatal“ mit einer Außenstelle in Blankenau. Die weiterführenden Schulen befinden sich am Schulstandort Großenlüder und in der nahegelegenen Stadt Fulda.
Kindertagesstätten
In der Trägerschaft der Gemeinde Hosenfeld befinden sich die Kindertagesstätten „Löwenzahn“ in Hosenfeld (viergruppig mit 100 Plätzen), „Kunterbunt“ in Hainzell (dreigruppig mit 75 Plätzen) und der Kindertagesstätte „Menschenkinder“ (eingruppig mit 25 Plätzen) in Blankenau wegen Kindermangels ab 2018 geschlossen. In den Kindertagesstätten Hosenfeld und Hainzell findet eine „U3 Betreuung – Kinder unter drei Jahren“ statt. In der Gemeinde stehen Tagesmütter für Kleinkindbetreuung zur Verfügung.
Volkshochschule
In Hosenfeld besteht eine Außenstelle der Volkshochschule des Landkreises Fulda mit einem reichhaltigen und breitgefächerten Bildungsangebot. Die Veranstaltungen finden in der Vogelsbergschule in Hosenfeld und – je nach Kurs – in den gemeindlichen Bürgerhäusern statt.

### Ver- und Entsorgung
Abwasser
Am nördlichen Ortsrand von Kleinlüder etwa 1 km in der Lüderaue befindet sich die von den Gemeinden Hosenfeld und Großenlüder gemeinschaftlich in einem kommunalen Zweckverband betriebene Gruppenkläranlage für alle Ortsteile der Gemeinde Hosenfeld und den Ortsteil Kleinlüder der Gemeinde Großenlüder.
Wasser
Alle Ortsteile der Gemeinde sind an die zentrale Wasserversorgung der Gemeinde mit Tiefbrunnen in Reichlos, Poppenrod und Blankenau sowie den Quellenfassungen Jossa und Hainzell angeschlossen und sorgen somit gemeinsam für die Wasserversorgung. Die Wasserversorgung des Ortsteils Hauswurz der Gemeinde Neuhof bezieht ebenfalls aus dem Tiefbrunnen Reichlos.
Abfall
Die Gemeinde Hosenfeld ist der zentralen Abfallentsorgung des Landkreises Fulda im „Abfallzweckverband“ mit allen Kreisgemeinden zusammengeschlossen, der für die Gemeinden die Abfallentsorgung kreisweit sicherstellt.

### Wirtschaftsstatistik
Hosenfeld ist nach der Regionalplanung des Landes Hessen mit dem Kernort Hosenfeld als Kleinzentrum ausgewiesen und dem Oberzentrum Fulda zugeordnet. Die Gesamtfläche der Gemeinde Hosenfeld mit 5074 Hektar wird wie folgt genutzt: 51 % (2594 Hektar) landwirtschaftlich und zu 41 % (2061 Hektar) forstwirtschaftlich genutzt, 8 % (409 Hektar) sind Wohn- bzw. gewerbliche Bau- und Verkehrsflächen. Alle Orte der Gemeinde sind überwiegend landwirtschaftlich geprägt. Von den landwirtschaftlichen Flächen sind 47 % Grünland und 53 % Ackerflächen.
Von den mehr als 1600 Erwerbstätigen finden 80 % Beschäftigung außerhalb der Gemeinde.
Für Unternehmen und Gewerbetreibende stehen Gewerbegebiete In der Hinterbach/Am Mühres in Hainzell und Am Hermetzacker in Hosenfeld zur Verfügung.
Zum Stichtag 30. Juni 2000 lag die Erwerbsquote (Anteil der Beschäftigten von allen Einwohnern) mit 1618 Beschäftigten bei 34,14 % und somit im oberen Drittel des Landkreises Fulda. Von den 1618 Beschäftigten pendelten 83 % (1344 Personen) zur Arbeitsstätte, und 274 Beschäftigte fanden ihren Arbeitsplatz in der Gemeinde, in der insgesamt 75 Betriebe 544 Arbeitsplätze zur Verfügung stellten.

### Regionalforum Fulda Südwest
Regionale Zusammenarbeit

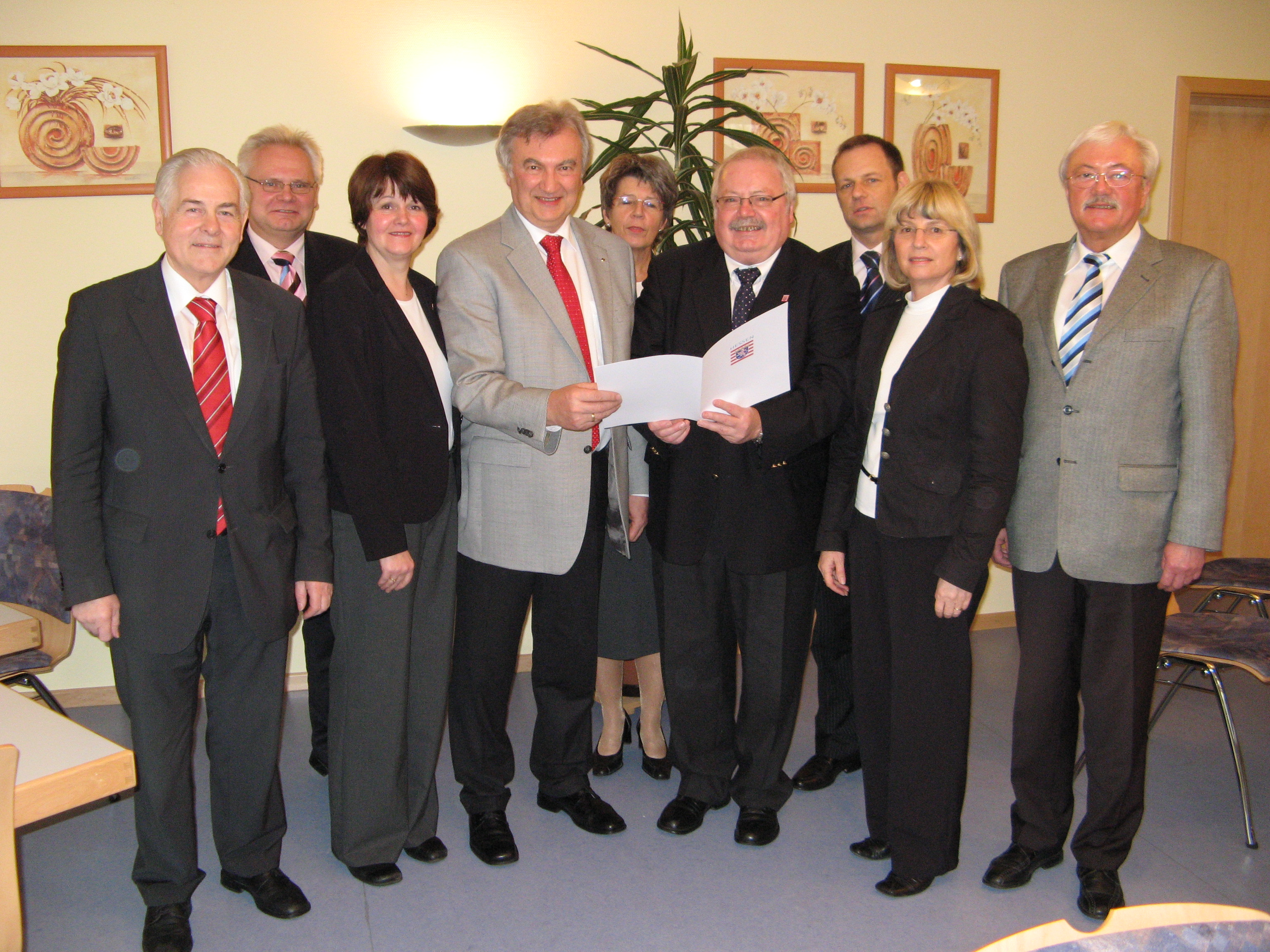
Die erste Anerkennungsurkunde der Leader-Region bei der Überreichung an den seinerzeitigen Vorsitzenden des Regionalforums und Bürgermeister Bruno Block durch Staatssekretär Karl-Winfried Seif am 17. Januar 2008 im Bürgerhaus Poppenrod im Kreise der Bürgermeister der Mitgliedsgemeinden.

Die Gemeinde Hosenfeld ist Mitbegründerin des im Mai 1998 mit den Gemeinden Bad Salzschlirf, Eichenzell, Flieden, Großenlüder, Neuhof und Kalbach gegründeten „Regionalforum Fulda Südwest“, einer kommunalen Arbeitsgemeinschaft zur Regionalentwicklung im Südwesten des Landkreises Fulda. Dieser Zusammenschluss hatte die Erlangung von staatlichen Fördermitteln des Landes Hessen, der Bundesrepublik und der Europäischen Union zum Ziel. In der Förderperiode 2000 bis 2007 wurden den im Regionalforum zusammengeschlossenen Kommunen Fördermittel von insgesamt 2,1 Millionen Euro für verschiedene Projekte in den Mitgliedsgemeinden zur Verfügung gestellt. Seit der Umwandlung des Zusammenschlusses in einen eingetragenen Verein 2006 sind unter anderem die Kreishandwerkerschaft, der Kreisbauernverband und die Arbeitsgemeinschaft der Naturschutzverbände, Gewerbevereine und Einzelpersonen beigetreten. Das Regionalforum bewirbt sich um die Anerkennung als Förderregion der Europäischen Union nach der sogenannten Gemeinschaftsinitiative LEADER zur Entwicklung des ländlichen Raumes. Vorsitzender von der Gründung 1998 bis 2006 war Bürgermeister Karl Heinz Kaib, Kalbach. Die Nachfolge im Amt des Vorsitzenden übernahm von 2006 Hosenfelds Bürgermeister Bruno Block.
Im Januar 2008 wurde das „Regionalforum Fulda Südwest e. V.“ als LEADER-Förderregion der Europäischen Union anerkannt. Der Anerkennungsbescheid wurde von Staatssekretär Karl-Winfried Seif im Beisein aller Bürgermeister und zahlreicher Gäste in Hosenfeld überreicht. Für die Förderperiode 2007–2013 stehen weitere 1,3 Millionen Euro an Fördermitteln für die Region zur Verfügung. In der Periode 2014–2020 stehen mit der erneuten Anerkennung zur LEADER-Region für die aktuelle Förderperiode ein Mittelkontingent in Höhe von 1,86 Mio. Euro zur Verfügung.
In folgenden Bereichen führt die Kooperation der sieben Gemeinden und die interkommunale Zusammenarbeit (IkZ) zu Einsparungen oder Mehreinnahmen:
- Erstellung eines gemeinsamen Entwicklungskonzeptes,
- Beschäftigung eines gemeinsamen Jugendbetreuers,
- Entwicklung von Radtourismus und Fremdenverkehr in der Region,
- Schaffung eines Museumsverbundes der kommunalen Museen,
- Homepagepflege der Gemeinden,
- Studie Biomassenutzung gemeinsam mit dem regionalen Energieversorger,
- Kulturwochen und kulturelle Veranstaltungen in den Mitgliedsgemeinden,
- Kinderkulturtage,
- Tag der Regionen (jedes Jahr am ersten Oktoberwochenende im Herbst),
- gemeinsame kostengünstigere Führerscheinausbildung für Feuerwehrleute,
- Einführung der doppischen Haushaltsführung und der Kosten- und Leistungsrechnung,
- Abrufen von EU-Mitteln durch Regionalforum als regionale Entwicklungsgruppe.

Der Vorsitz des Vereins oblag von 2006 bis Frühjahr 2013 dem Bürgermeister der Gemeinde Hosenfeld, Bruno Block. Zwei Stellvertreter stehen ihm zur Seite. Es sind dies die Bürgermeisterin der Gemeinde Neuhof, Maria Schultheis und der Bürgermeister der Gemeinde Eichenzell, Dieter Kolb. Der Geschäftsführer war von der Gründung bis 2012 Stephan Büttner. Die Geschäftsstelle befindet sich in Fulda. Ein Regionalmanagement ist ebenfalls eingerichtet und wird vom Regionalmanager organisiert. Das Regionalforum Fulda Südwest e. V. ist Mitglied im Verband der Hessischen Regionalforen, zu dessen Gründungsmitgliedern es zählt. Nach dem Amtsverzicht von Bürgermeister Block – aus gesundheitlichen Gründen – erfolgte 2013 die Neuwahl. Nachfolger wurde Dag Wehner, Bürgermeister der Gemeinde Kalbach. Diesem folgte 2015 Christian Henkel, Bürgermeister der Gemeinde Flieden.
Seit dem Jahre 2007 betreibt das Regionalforum Fulda Südwest auch einen Bürgerservice. Dieser umfasst Dienstleistungen in Haus, Hof und für ältere Bürger in der Region. Der „Bürgerservice“ des Regionalforums beschäftigt derzeit sechs Mitarbeiter (ehemals Langzeitarbeitslose) und wird von der Initiative „proHandwerk“ der Kreishandwerkerschaft Fulda getragen.
Für seine gemeinsamen Aktivitäten erhielt das „Regionalforum Fulda Südwest“ den vom Bund der Steuerzahler Hessen und dem Hessischen Städte- und Gemeindebund gestifteten „Spar-Euro“ 2007. Der Spar-Euro ist eine Auszeichnung für besonders kostenbewusstes und wirtschaftliches kommunales Handeln.
Den Vorsitz des Regionalforums hat seit 2014 der Bürgermeister der Gemeinde Flieden Christian Henkel inne. Sein Stellvertreter ist der Bürgermeister der Gemeinde Eichenzell Dieter Kolb.

### Verkehr
Hosenfeld ist über die Bundesstraßen 27, 40 und 254 an die Autobahnen 5, 7 und 66 zu erreichen.
Durch den ÖPNV ist Hosenfeld durch die Buslinie 60 im Stundentakt an das Oberzentrum Fulda angebunden.
Hosenfeld liegt etwa 19 Kilometer vom Intercity-Bahnhof im Oberzentrum Fulda und 16 Kilometer von der Bahnstrecke Gießen–Fulda entfernt.
Mit dem Sonderlandeplatz Fulda-Jossa beim Ortsteil Jossa ist die Gemeinde Hosenfeld auch für Geschäftsleute per Kleinflugzeug erreichbar.

### Brandschutz
Um den gesetzlich vorgeschriebenen abwehrenden Brandschutz für die rund 5000 Einwohner der Gemeinde sicherzustellen, unterhält die Gemeinde in allen acht Ortsteilen Freiwillige Feuerwehren. Die Ausstattung mit Feuerwehrhäusern, Fahrzeugen und Gerätschaften ist auf dem aktuellen Ausrüstungsstand. Gemeindebrandinspektor ist derzeit Elmar Weinbörner.

## Persönlichkeiten, die vor Ort gewirkt haben
- Eckhardt Müller († 13. August 2022), war erster Bürgermeister der neugebildeten Gemeinde nach der Gebietsreform in Hessen.
- Bruno Block, wirkte als erster Bürgermeister nach Einführung der Direktwahl ab 2. Januar 1997 über 16 Jahre in der Gemeinde.